# Desiderius Papp
Desiderius Papp, auch Desiderio Papp, (* 21. Mai 1895 in Sopron; † 31. Januar 1993 in Buenos Aires) war ein österreich-ungarisch-argentinischer Journalist und Wissenschaftshistoriker. Er wirkte vor allem in Südamerika und war dort einer der Begründer des Gebiets der Wissenschaftsgeschichte. Papp befasste sich vor allem mit Geschichte von Naturwissenschaft und Mathematik.

## Leben
Geboren in Ungarn, studierte er Philologie und Philosophie an der Universität Budapest mit der Promotion 1917 und übersiedelte nach dem Ersten Weltkrieg nach Wien, wo er als Redakteur die Wissenschaftssektion des Neuen Wiener Journals leitete. Er betätigte sich auch als Privatdozent an der Universität Wien und gab 1929 die nur fünf Ausgaben umfassende erotische Zeitschrift Die Schlange heraus. 1938 floh er vor der nationalsozialistischen Machtübernahme zuerst in die Schweiz, dann Paris. 1942 ging er nach Argentinien. Dort lehrte er an Universitäten in Argentinien, Uruguay, Chile, Mexiko und Venezuela und begründete die chilenische und argentinische Gesellschaft für Wissenschaftsgeschichte.
1948 wurde er korrespondierendes und 1961 wirkliches Mitglied der International Academy of the History of Science, deren Ehrenmitglied er 1985 wurde.
Mit Aldo Mieli und José Babini gab er die Reihe Panorama general de la historia de ciencia in 12 Bänden heraus (wovon er mit Babini den Band Exakte Wissenschaften im 19. Jahrhundert schrieb).

## Werke (Auswahl)
- Der Maschinenmensch. Wien: Stein-Verlag 1925. (Spanische Übersetzung 1988)
- Was lebt auf den Sternen? Ein Buch über die Bewohner anderer Welten. (Mit 118 Abb.) Wien, Zürich: Amalthea-Verlag 1931. (Holländische Übersetzung 1931)
- Zukunft und Ende der Welt. Ein Buch über die Geschicke von Menschheit und Erde. Wien, Zürich: Amalthea-Verlag 1931. (2., durchges. Aufl. 1947) (Englische Übersetzung 1934)
- Die Schlange, Zeitschrift (1929, fünf Ausgaben).
- El problema del origen de los mundos. [Mit Abb.] 3. Aufl. Madrid: Espasa-Calpe 1965.
- Breve historia de las ciencias. Desde la antigüedad hasta nuestros dias. [Mit Fig.] (1. Aufl.) Buenos Aires: Enece Ed. 1988